# 上層種姓
上層種姓（英語：Forward caste，或稱普通種姓（英語：General caste））是在印度所用的一個術語，指那些未列入"表列種性"（Scheduled Castes, SCs）、"表列部落"（Scheduled Tribes, STs）或"其他落後階層"(OBCs)|保留名單的種姓。平均而言，他們在經濟和教育上被認為會領先於其他的種姓分類。根據印度統計與計畫執行部所做的第55輪（1999-2000財務年度）和第61輪（2004-05財務年度）國家抽樣調查的數據表10，這類人約佔印度總人口的30.8%（參見種姓制度對印度政社結構的影響中 "表1. 按宗教和種姓類別的人口分布"）。
被列為表列種性、表列部落、其他落後階層，還有上層種性中的"經濟弱勢階層"（Economically Weaker Section，EWS）的印度群體享有保留配額資格。他們可取得在教育、特殊政府計畫、政府就業和政治代表權等方面的特定配額及其他福利。上層種性及其他落後種性的名單是根據宗教信仰以外的因素所編製。這些名單會因社會、教育和經濟等諸多因素，不時進行修改。
印度政府最終於2019年安排給予上層種姓中的經濟弱勢階層（EWS）有10%的保留配額。

## 普通種姓
普通種姓是一個非正式的相對稱法，指那些未列入SCs、STs或OBCs名單的所有種姓群體（即為本文所稱的上層種姓）。

## 上層種姓中經濟弱勢者的保留配額
在2019年之前，上層種姓人士不論其在社會中的教育/經濟地位如何，只能在教育機構和中央政府職位中競爭非保留（無配額）類別的席位。上層種姓中實際上有相當大比例的人口生活在貧困線以下，且社群成員中有超過30%的文盲。為滿足他們的願望，要求為上層種姓貧困人口提供單獨保留配額的呼聲越來越高。包括印度人民黨（BJP）、社會黨（Samajwadi Party）、人民力量黨（LJP）、民族人民黨（Rastriya Janata Dal）、印度共產黨和大眾社會黨（Bahujan Samaj Party）在內的許多政黨都支持為此類貧困人口提供單獨保留配額的提議。

### 時間軸
- 1991年：由時任總理納拉辛哈·拉奧領導的國民大會黨政府為上層種姓中的貧困人口引入10%的單獨保留配額。[13]
- 1992年：印度最高法院在Indra Sawhney及其他人訴印度聯邦案（英语：Indra Sawhney & Others v. Union of India）中裁定，為上層種姓中貧困人口單獨設立保留配額屬於無效。政府隨後根據最高法院的判決撤銷此單獨保留配額。
- 2003年：印度人民黨政府任命一個部長級小組，負責為在上層種姓貧困人口中實施單獨保留配額而提出建議。[14]
- 2004年：一個專責小組成立，以確定為上層種姓中貧困人口提供保留配額的實施方式。但沒關於該小組提交報告的資訊。[15]
- 2006年：國民大會黨政府任命一個委員會，研究為經濟弱勢階層設立單獨保留配額的可能性。[16]
- 2006年：喀拉拉邦的共產黨政府為上層種姓中的經濟貧困人口，在私立專業學院中劃撥12%的席位（保留名額）。[17]

而當時印度邦政府和中央政府尚未公布關於各社群在其服務部門和教育機構入學方面充分的代表性數據。印度大多數私人公司不收集其員工的社群背景數據。

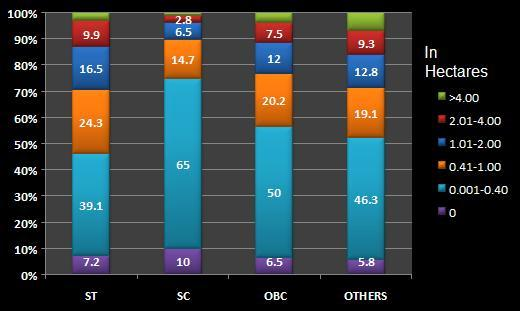
根據國家抽樣調查1999-2000年計算的印度各社會群體的農村土地持有模式顯示，其他落後階層（OBC）和上層種姓（forward castes）在財富方面是約略相當。

- 在坦米爾那都邦，上層種姓在2004年和2005年分別僅佔醫學院約1.9%和2.68%的席位，而他們的人口比例為13%。在其中一個保留配額案件中，律師聲稱這種代表性不足的趨勢已持續10年，原因在於其他社群的競爭力大幅提升，加上教育資源已不再僅限於上層種姓內部，而是普及到其他社群，使得這些社群也能在普通名額的競爭中脫穎而出並取得席位。[18]
- 喀拉拉邦的納倫德拉委員會（Narendra committee）提出的報告指出，上層種姓在公共服務部門和國有企業單位中的代表性約為36%至38%，這與他們的人口比例大致相當。[19]
- 卡納塔卡邦部長在邦議會宣佈，婆羅門種性的人均收入低於包括表列種性和表列部落在內的所有社群。[20]
- 印度監督委員會在其最終報告中指出，上層種姓在某些指標上優於落後種姓，在少數幾個指標上與落後種姓相當，在阿薩姆邦、馬哈拉什特拉邦、哈里亞納邦、西孟加拉邦等邦中的落後種姓，在健康指標等某些參數上表現更優。[21]
- 於1999-2000財務年度的全國調查顯示，上層種姓在幾乎所有參數上都優於表列種性/表列部落。然而在農村失業率方面，上層種姓的表現卻差於所有其他社群。
- 印度統計與計畫執行部於2004-05財務年度的臨時報告中指出，落後階層在城鄉地區的購買力與上層種姓相當。報告也將落後階層的佔比修正為41%。報告提到落後階層的土地所有權與上層種姓相當。報告重申其早先（1999-2000財務年度調查）的發現，即上層種姓的就業狀況較差（失業率較高）。[22]
- 全國調查利用農村土地持有模式來評估各社會群體的財富狀況。結果顯示，其他落後階層（OBCs）和上層種姓（FCs）的財富狀況相當，彼此間差異甚微。然而，其他落後階層/上層種姓與表列種性之間存在巨大差異。甚至表列部落的狀況都優於表列種性的。分析全國調查結果的專家指出，其他落後階層在許多參數上接近平均水平。[23]
- 印度聯邦部長會議於2019年1月7日批准為上層種姓中的經濟弱勢階層（EWS）在政府職位和教育機構中保留10%的配額。[24]內閣決定這項配額將在現有為表列種性、表列部落和其他落後階層保留的50%配額之外實施。[25]
- 印度最高法院於2022年11月7日在Janhit Abhiyan訴印度聯邦（民事）第55號令狀請願案中，以3:2的裁決，維持第103次憲法修正案的有效性。該修正案是為非保留類別中經濟弱勢階層（及上層種性中的EWS）在教育機構和政府工作方面劃分出10%的保留配額提供法律依據。[26]法院還認為，50%的配額上限並非不可侵犯，基於經濟因素的平權行動可對消除基於種姓的保留配額制度大有助益。[27][28]這項憲法修正案將中央機構的總保留配額比例推高至59.50%。

## 教育機會縮減
印度教育部部長於2006年4月宣布，除現有為表列種姓和表列部落保留的22.5%席位外，還將額外為其他落後階層保留27%的席位。
根據全國抽樣調查，許多邦的其他落後階層人口並未達到27%（包括查謨和喀什米爾 (聯邦屬地)、喜馬偕爾邦、果阿邦、馬哈拉什特拉邦、旁遮普邦、西孟加拉邦等印度邦及聯邦屬地）。部分印度邦，例如阿薩姆邦、果阿邦、哈里亞納邦、喜馬偕爾邦、北阿坎德邦擁有超過50%的上層種姓人口，這表示即使這些上層種姓在中央政府機構的開放競爭席位中取得所有名額，但因為總席位中仍有為其他社群（如表列種性、表列部落和落後階層）預留的配額，所以上層種姓最終獲得的席位總數，仍然會低於他們在該邦實際的人口比例。然而印度中央政府規定，在部落人口比例較高的地區，不實施對其他落後階層的27%保留配額。
印度聯邦部長會議於2019年1月7日批准為上層種姓中的經濟弱勢階層（EWS）在政府職位和教育機構中保留10%的配額。內閣決定這項新的10%配額將是表列種性、表列部落和其他落後階層保留的50%配額之上的額外措施。